# Chariaspilates kurilaria
Chariaspilates kurilaria là một loài bướm đêm trong họ Geometridae.